# Sharon Salzberg

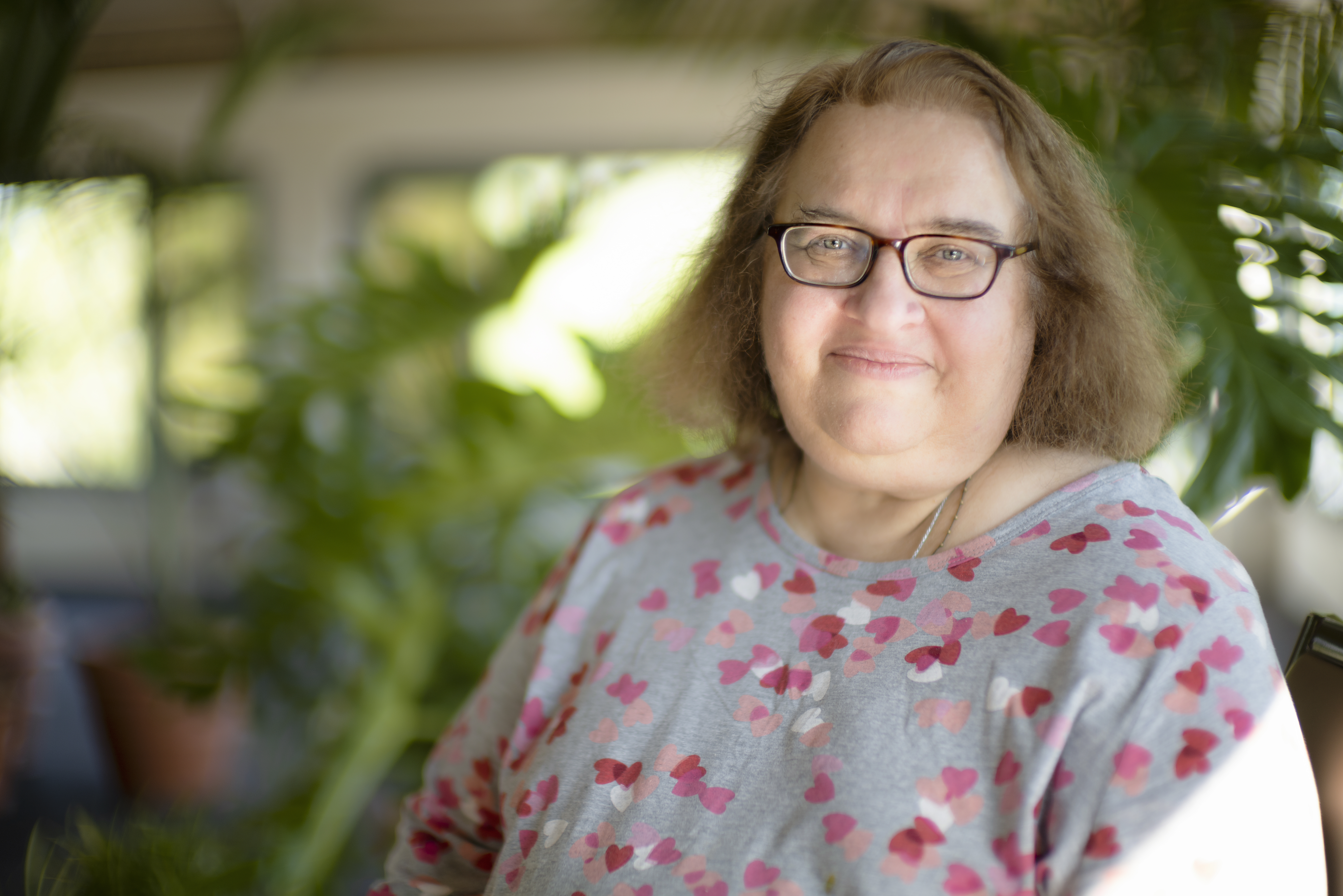
Sharon Salzberg

Sharon Salzberg (* 1952 in New York City) ist eine US-amerikanische buddhistische Autorin und Meditationslehrerin.

## Leben
Sharon Salzberg kam erstmals 1969 während eines Philosophiekurses an der State University of New York, Buffalo, mit dem Buddhismus in Kontakt. Von 1970 bis 1974 lebte sie in Indien, wo sie 1971 in Bodhgaya erstmals einen intensiven Meditationskurs machte. Nach ihrer Rückkehr in die Vereinigten Staaten begann Sharon Salzberg Vipassana-Meditation zu lehren. Zusammen mit Joseph Goldstein und Jack Kornfield gründete sie 1976 die Insight Meditation Society (IMS) in Barre, Massachusetts. 1989 gründeten Joseph Goldstein und Sharon Salzberg zusätzlich das Barre Center for Buddhist Studies (BCBS). 2005 beteiligte sich Sharon Salzberg an der 13. Konferenz des Mind and Life Institutes unter dem Motto Investigating the Mind, an der Sacred Circles Conference in der Washington National Cathedral und an der Peacemakers Conference.

## Werke
- Jochen Lehner (Übers.): Entdecke die Kraft der Meditation: Das Praxisprogramm für Anfänger. Heyne, München 2013, ISBN 9783453702448
- Eva Ottmer (Übers.): Vertrauen heißt, den nächsten Schritt zu tun. Mein spiritueller Weg. Herder, Freiburg im Breisgau/Basel/Wien 2003, ISBN 3-451-28173-2
- Ebba D. Drolshagen (Übers.): Metta-Meditation: Buddhas revolutionärer Weg zum Glück. Arbor-Verlag, Freiamt im Schwarzwald 2003, ISBN 9783924195908
- Ute Weber (Übers.): Die Flügel der Freiheit. Arbor-Verlag, Freiamt im Schwarzwald 2002, ISBN 3-924195-76-5
- June Neuberger (Übers.): Ein Herz so weit wie die Welt. dtv, München 2002, ISBN 3-423-36279-0